# Kreis Geithain
Der Kreis Geithain  war ein Landkreis im Bezirk Leipzig der DDR. Von 1990 bis 1994 bestand er als Landkreis Geithain in Sachsen fort. Sein Gebiet liegt heute zum größten Teil im Landkreis Leipzig. Der Sitz der Kreisverwaltung befand sich in Geithain.

## Geographie

### Lage
Der Kreis Geithain lag am südlichen Rand der Leipziger Tieflandsbucht.

### Nachbarkreise
Der Kreis Geithain grenzte im Uhrzeigersinn im Nordwesten beginnend an die Kreise Borna, Grimma, Rochlitz und Altenburg.

### Naturraum
Der Kreis Geithain lag im Sächsischen Berg- und Hügelland. Er erstreckte sich von der Leipziger Tieflandsbucht im Nordwesten in das Mittelsächsische Lößlehmgebiet hinein. Dementsprechend stieg das Land nach Süden allmählich von etwa 170 m Höhe bei Bad Lausick auf 260 m an. Nur etwa 5 % des Kreisgebietes waren bewaldet. Größere Wälder waren Stöckigt und Streitwald zwischen Frohburg und Kohren-Sahlis sowie das Schildholz südwestlich von Bad Lausick. Das Landschaftsschutzgebiet Kohrener Land befand sich zum größten Teil innerhalb des Kreisgebiets.

## Geschichte

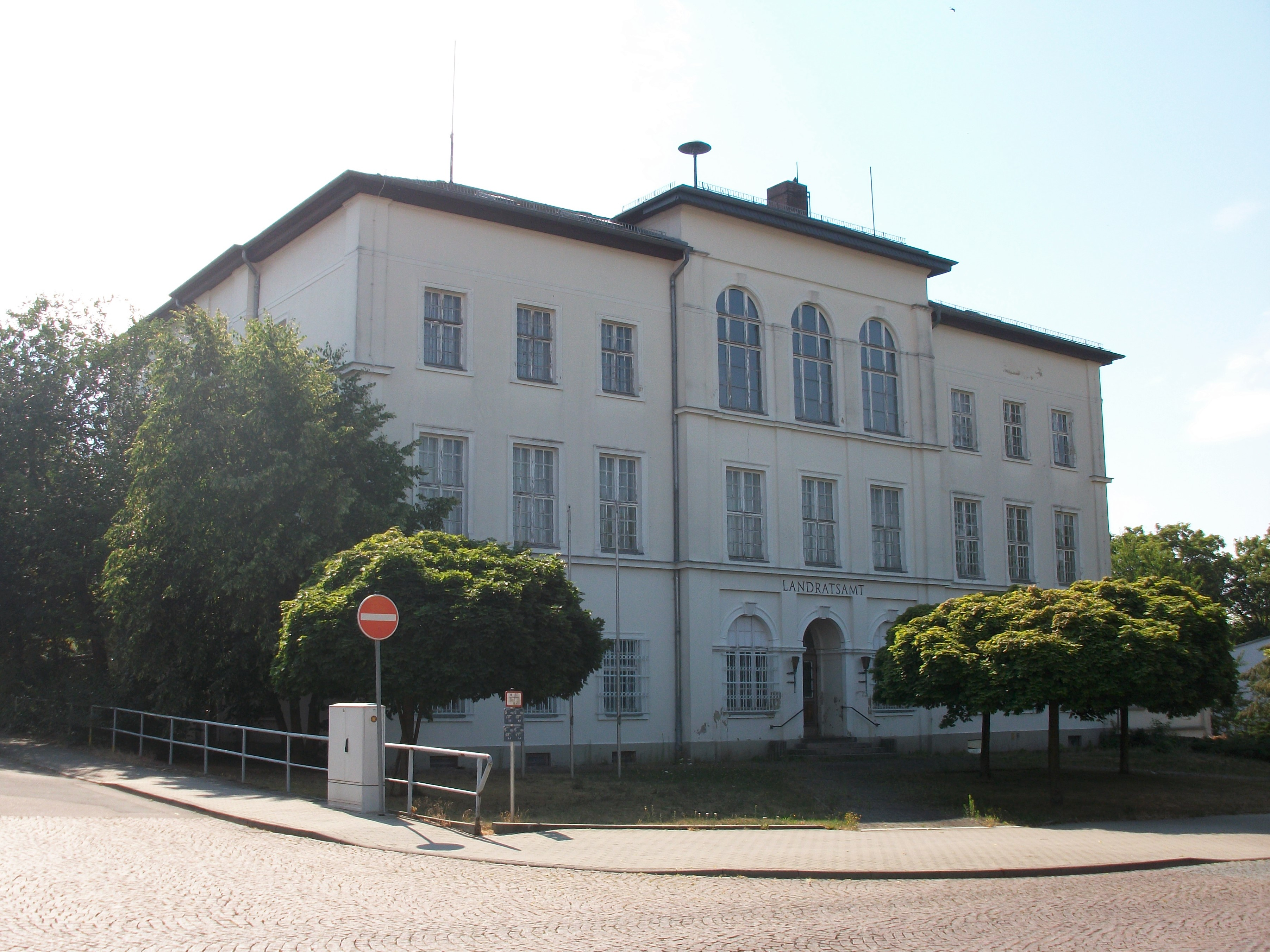
Ehemaliges Gebäude des Landratsamts Geithain (2018)

Durch das Gesetz über die weitere Demokratisierung des Aufbaus und der Arbeitsweise der staatlichen Organe in den Ländern in der Deutschen Demokratischen Republik vom 23. Juli 1952 kam es in der DDR und den noch bestehenden fünf Ländern zu einer umfangreichen Kreisreform. So wurden am 25. Juli 1952 die Länder aufgelöst und 14 Bezirke eingerichtet. Hierbei wurden traditionelle Kreise aufgelöst oder in kleinere Kreise gegliedert, wobei es auch über die Grenzen der ehemaligen fünf Länder hinweg zu Gebietsänderungen kam. Der Kreis Geithain wurde aus den Landkreisen Borna und Rochlitz gebildet und dem Bezirk Leipzig zugeordnet, Kreissitz wurde die Stadt Geithain.
Folgende 37 Gemeinden waren zunächst dem Kreis Geithain zugehörig:
- 30 Gemeinden aus dem Landkreis Borna:

Altmörbitz, Bad Lausick, Benndorf, Buchheim, Dolsenhain, Ebersbach, Elbisbach, Eschefeld, Flößberg, Frankenhain, Frauendorf, Frohburg, Geithain, Gnandstein, Greifenhain, Hopfgarten, Kohren-Sahlis, Narsdorf, Nauenhain, Nenkersdorf, Neukirchen, Niedergräfenhain, Oberpickenhain, Ossa, Prießnitz, Roda, Streitwald, Syhra, Tautenhain und Wickershain.
- 7 Gemeinden aus dem Landkreis Rochlitz:

Breitenborn, Dölitzsch, Jahnshain, Langenleuba-Oberhain, Obergräfenhain, Rathendorf und Wernsdorf.
Durch Umgliederungen über Kreisgrenzen hinweg und Gemeindegebietsveränderungen sank die Zahl der Gemeinden bis zur Auflösung des Kreises Ende Juli 1994 auf 21:
- 4. Dezember 1952: Umgliederung von Steinbach aus dem Kreis Altenburg in den Kreis Geithain
- 4. Dezember 1952: Rückgliederung vom Neukirchen-Wyhra aus dem Kreis Geithain in den Kreis Borna
- 1. Januar 1956: Eingliederung von Oberpickenhain in Rathendorf
- 1. Januar 1956: Zusammenschluss von Steinbach und Wernsdorf zu Niedersteinbach
- 4. April 1973: Eingliederung von Streitwald in die Stadt Frohburg
- 1. Juli 1973: Eingliederung von Dölitzsch in Narsdorf
- 1. Januar 1974: Eingliederung von Wickershain in die Stadt Geithain
- 1. Januar 1974: Eingliederung von Elbisbach in Prießnitz
- 1. Januar 1974: Umgliederung von Ballendorf aus dem Kreis Grimma in den Kreis Geithain
- 1. Januar 1994: Umgliederung der Stadt Bad Lausick aus dem Kreis Geithain in den Kreis Grimma
- 1. Januar 1994: Eingliederung von Niedergräfenhain in die Stadt Geithain
- 1. Januar 1994: Umgliederung von Buchheim und Ebersbach aus dem Kreis Geithain in den Kreis Grimma und Eingliederung in die Stadt Bad Lausick
- 1. Januar 1994: Zusammenschluss von Langenleuba-Oberhain und Niedersteinbach zu Langensteinbach
- 1. Januar 1994: Zusammenschluss von Flößberg, Frankenhain, Hopfgarten, Prießnitz und Tautenhain zu Eulatal
- 1. März 1994: Eingliederung von Syhra in die Stadt Geithain

Am 17. Mai 1990 wurde der Kreis in Landkreis Geithain umbenannt. Anlässlich der Wiedervereinigung der beiden deutschen Staaten wurde der Landkreis Geithain im Oktober 1990 durch das Ländereinführungsgesetz dem wiedergegründeten Land Sachsen zugesprochen. Bei der ersten sächsischen Kreisreform ging er am 1. August 1994 fast vollständig im Landkreis Leipziger Land auf, zwei Gemeinden (Breitenborn, Langensteinbach) kamen zum Landkreis Mittweida.

### Einwohnerentwicklung
| Jahr      | 1960   | 1971   | 1981   | 1989   |
| Einwohner | 39.640 | 38.546 | 36.641 | 35.413 |

## Wirtschaft
Im Kreisgebiet trat die industrielle hinter der landwirtschaftlichen Produktion zurück. Das fruchtbare Ackerland wurde weitgehend mit Weizen, Zuckerrüben und Ölfrüchten bestellt. Als Futtergrundlage für die Schweine- und Rinderhaltung in den LPGs der Tierproduktion wurden Futterpflanzen und Hackfrüchte angebaut. Die Industrie beschränkte sich auf Klein- und Mittelbetriebe. In Geithain hatten eine Ziegelei des VEB Baustoffkombinat, der VEB Emaillierwerk und der VEB Musikelectronic Geithain ihren Standort, in Bad Lausick waren ein Silikatwerk für Koksofenauskleidungen, ein Mühlenbetrieb und eine Hausschuhfabrik ansässig, in Frohburg befanden sich eine Textildruckerei, ein Pappenwerk und eine Polsterwarenfabrik, und in Kohren-Sahlis hatte der VEB Kunsttöpferei Bedeutung.

Weitere bedeutende Betriebe im Kreis waren
- VEB Großwäscherei Geithain
- VEB Limona Geithain
- VEB Polstermöbel Frohburg
- VEB Wäscheunion Werk Frohburg

Kohren-Sahlis und Frohburg waren alte Töpferstädte im Kohrener Land, in den Kureinrichtungen von Bad Lausick wurden jährlich etwa 5000 Patienten wegen Herz- und Kreislaufkrankheiten behandelt. Als Auto- und Motorradrennstrecke war das "Frohburger Dreieck" im Südwesten der Stadt bekannt. Die romanische Burg Gnandstein aus dem 13. Jahrhundert war ein touristisches Kleinod.

## Verkehr
Dem überregionalen Straßenverkehr dienten die F 7 von Gera über Geithain nach Rochlitz, die F 95 von Leipzig über Frohburg nach Karl-Marx-Stadt und die F 176 von Leipzig über Bad Lausick nach Döbeln.
Durch den Kreis Geithain verliefen die Eisenbahnstrecken Neukieritzsch–Frohburg–Karl-Marx-Stadt, Leipzig–Bad Lausick-Geithain, Rochlitz–Narsdorf–Penig und Altenburg–Langenleuba-Oberhain. Mit der Wyhratalbahn wurden bis 1967 Personen und Güter von Frohburg nach Kohren-Sahlis transportiert.

## Bevölkerungsdaten der Städte und Gemeinden
Bevölkerungsübersicht aller 32 Gemeinden des Kreises, die 1990 in das wiedergegründete Land Sachsen kamen.
| TGS    | AGS      | Gemeinde             | Einwohner  | Einwohner  | Fläche (ha) |
| TGS    | AGS      | Gemeinde             | 03.10.1990 | 31.12.1990 | 31.12.1990  |
| 130601 | 14027010 | Altmörbitz           | 269        | 274        | 362         |
| 130602 | 14027020 | Benndorf             | 638        | 637        | 934         |
| 130603 | 14027030 | Breitenborn          | 325        | 317        | 518         |
| 130604 | 14027040 | Buchheim             | 503        | 495        | 467         |
| 130606 | 14027060 | Dolsenhain           | 271        | 272        | 543         |
| 130607 | 14027070 | Ebersbach            | 459        | 459        | 549         |
| 130609 | 14027090 | Eschefeld            | 563        | 564        | 698         |
| 130610 | 14027100 | Flößberg             | 730        | 720        | 1.089       |
| 130611 | 14027110 | Frankenhain          | 631        | 630        | 747         |
| 130612 | 14027120 | Frauendorf           | 396        | 396        | 504         |
| 130613 | 14027130 | Frohburg, Stadt      | 4.710      | 4.660      | 1.617       |
| 130614 | 14027140 | Geithain, Stadt      | 6.786      | 6.743      | 1.739       |
| 130615 | 14027150 | Gnandstein           | 445        | 443        | 561         |
| 130616 | 14027160 | Greifenhain          | 797        | 798        | 920         |
| 130617 | 14027170 | Hopfgarten           | 324        | 324        | 327         |
| 130618 | 14027180 | Jahnshain            | 458        | 454        | 932         |
| 130619 | 14027190 | Kohren-Sahlis, Stadt | 1.967      | 1.947      | 1.213       |
| 130620 | 14027200 | Langenleuba-Oberhain | 1.261      | 1.261      | 1.654       |
| 130621 | 14027210 | Bad Lausick, Stadt   | 5.748      | 5.738      | 1.521       |
| 130622 | 14027220 | Narsdorf             | 1.115      | 1.117      | 855         |
| 130623 | 14027230 | Nauenhain            | 372        | 371        | 623         |
| 130624 | 14027240 | Nenkersdorf          | 586        | 589        | 742         |
| 130625 | 14027250 | Niedergräfenhain     | 503        | 501        | 564         |
| 130626 | 14027260 | Niedersteinbach      | 715        | 713        | 999         |
| 130627 | 14027270 | Obergräfenhain       | 506        | 505        | 622         |
| 130628 | 14027280 | Ossa                 | 431        | 438        | 888         |
| 130629 | 14027290 | Prießnitz            | 1.205      | 1.206      | 1.806       |
| 130630 | 14027300 | Rathendorf           | 464        | 465        | 706         |
| 130631 | 14027310 | Roda                 | 456        | 458        | 658         |
| 130633 | 14027330 | Syhra                | 220        | 224        | 435         |
| 130634 | 14027340 | Tautenhain           | 660        | 658        | 767         |
| 130636 | 14027360 | Ballendorf           | 344        | 336        | 594         |
| 130600 | 14027000 | Landkreis Geithain   | 34.858     | 34.713     | 27.153      |

## Kfz-Kennzeichen
Den Kraftfahrzeugen (mit Ausnahme der Motorräder) und Anhängern wurden von etwa 1974 bis Ende 1990 dreibuchstabige Unterscheidungszeichen, die mit dem Buchstabenpaar SI begannen, zugewiesen. Die letzte für Motorräder genutzte Kennzeichenserie war UA 80-00 bis UA 99-99.
Anfang 1991 erhielt der Landkreis das Unterscheidungszeichen GHA. Es wurde bis zum 31. Juli 1994 ausgegeben. Seit dem 9. November 2012 ist es aufgrund der Kennzeichenliberalisierung im Landkreis Leipzig erhältlich.